# Robbie Jones
Robbie Jones (Oxnard, 25 september 1977) is een Amerikaans acteur.

## Biografie
Jones studeerde af aan de Universiteit van Californië in Berkeley (Californië).
Jones begon in 2004 met acteren in de televisieserie Judge Mooney, waarna hij nog meerdere rollen speelde in televisieseries en films.

## Filmografie

### Films
Uitgezonderd korte films.
- 2020 Always and Forever - als Brian Taylor
- 2020 Fantasy Island - als Allen Chambers
- 2019 Shaft - als sergeant Keith Williams
- 2018 American Dreamer - als Mazz
- 2018 Always & 4Ever - als Brian
- 2017 Controversy - als Will Meeks
- 2015 The Curse of the Fuentes Women - als Jean Baptiste
- 2013 Rewind – als Danny
- 2013 Temptation: Confessions of a Marriage Counselor – als Harley
- 2012 Transit – als Dallas
- 2009 Hurricane Season – als Brian Randolph
- 2009 Limelight – als Xavier Davis

### Televisieseries
Uitgezonderd eenmalige gastrollen.
- 2019 Titans - als Faddei - 3 afl.
- 2019 The Fix - als rechercheur Vincent North - 7 afl.
- 2015-2016 Bosch - als George Irving - 9 afl.
- 2013 90210 – als Jordan Welland – 6 afl.
- 2013 Necessary Roughness – als Joe Kittridge – 4 afl.
- 2010-2011 Hellcats – als Lewis Flynn – 22 afl.
- 2008 One Tree Hill – als Quentin Fields – 17 afl.
- 2004 Judge Mooney – als Malik - ? afl.